# جوزيف كامبل (شاعر)
جوزيف كامبل (بالإنجليزية: Joseph Campbell)‏ هو مؤلف وشاعر أيرلندي، ولد في 15 يوليو 1879 في بلفاست في المملكة المتحدة، وتوفي في 1944.

## وصلات خارجية
- جوزيف كامبل على موقع ميوزك برينز (الإنجليزية)
- جوزيف كامبل على موقع أول ميوزيك (الإنجليزية)
- جوزيف كامبل على موقع أول ميوزيك (الإنجليزية)
- جوزيف كامبل على موقع ديسكوغز (الإنجليزية)
- جوزيف كامبل على موقع ديسكوغز (الإنجليزية)